# Extraliga ragby XV 2018
Extraliga ragby XV 2018 byla nejvyšší ragbyovou soutěží v Česku v roce 2018. Sezóna byla zakončená finále playoff 10. listopadu 2018. Vítězem se stala RC Tatra Smíchov.

## Základní údaje o startujících
- Praha:
  - RC Slavia Praha
  - RC Sparta Praha
  - RC Praga Praha
  - RC Tatra Smíchov
- Středočeský kraj:
  - RC Mountfield Říčany
- Jihomoravský kraj:
  - RC Dragon Brno
  - JIMI RC Vyškov

### Hřiště
| Klub                 | Založen | Název hřiště              | od roku |
| -------------------- | ------- | ------------------------- | ------- |
| RC Slavia Praha      | 1927    | Sportovní areál SK Slávia | 2006    |
| RC Sparta Praha      | 1928    | Na Podvinném mlýně        | 1982    |
| RC Mountfield Říčany | 1944    | Stadion J. Kohouta        | 1945    |
| RC Praga Praha       | 1944    | Ragbyové hřiště RC Praga  | 1955    |
| RC Dragon Brno       | 1946    | Ragbyové hřiště RC Dragon | 1998    |
| JIMI RC Vyškov       | 1952    | Areál Jana Navrátila      | 1957    |
| RC Tatra Smíchov     | 1959    | FCC rugby arena           | 1973    |

## 1. fáze – Základní část
- Období: 30.3.2018 – 6.10.2018

| Poř. | Tým                  | Z  | V  | R | P  | CB      | 4P | -7 | B* |
| ---- | -------------------- | -- | -- | - | -- | ------- | -- | -- | -- |
| 1.   | RC Sparta Praha      | 12 | 11 | 0 | 1  | 546–148 | 11 | 1  | 56 |
| 2.   | RC Tatra Smíchov     | 12 | 10 | 0 | 2  | 395–201 | 8  | 1  | 49 |
| 3.   | RC Mountfield Říčany | 12 | 8  | 0 | 4  | 330–245 | 6  | 1  | 39 |
| 4.   | RC Praga Praha       | 12 | 6  | 0 | 6  | 360–332 | 9  | 1  | 34 |
| 5.   | JIMI RC Vyškov       | 12 | 5  | 0 | 7  | 325–373 | 6  | 0  | 26 |
| 6.   | RC Dragon Brno       | 12 | 2  | 0 | 10 | 195–353 | 3  | 1  | 12 |
| 7.   | RC Slavia Praha      | 12 | 0  | 0 | 12 | 154–653 | 2  | 1  | 3  |

### Křížová tabulka základní části
Týmy jsou seřazeny podle umístění v loňské sezóně.
| Domácí \ Hosté | SPA   | TAT   | PRG   | VYŠ   | ŘÍČ   | SLA   | DRG   |
| Sparta         |       | 29–12 | 43–22 | 52–24 | 44–10 | 69–8  | 57–6  |
| Tatra          | 29–22 |       | 36–28 | 26–17 | 44–19 | 41–7  | 50–13 |
| Praga          | 17–43 | 24–41 |       | 45–24 | 22–33 | 49–22 | 22–12 |
| Vyškov         | 7–34  | 9–20  | 41–34 |       | 20–40 | 87–14 | 26–16 |
| Říčany         | 8–32  | 14–7  | 12–19 | 33–8  |       | 43–10 | 27–10 |
| Slavia         | 0–76  | 10–70 | 12–51 | 34–36 | 10–64 |       | 12–40 |
| Dragon         | 5–45  | 9–19  | 13–27 | 25–26 | 19–27 | 27–15 |       |

Aktualizováno po zápasech hraných 6. listopadu 2018
Zdroj: 

Vysvětlivky
1. ↑  Domácí tým je uveden v levém sloupci

Barvy: Modrá = výhra domácích; Žlutá = remíza; Červená = výhra hostů

## 2. fáze – Playoff

### Pavouk
|  | Předkolo | Předkolo             | Předkolo |   |                      | Semifinále | Semifinále       | Semifinále |  |  | Finále     | Finále               | Finále     |
|  |          |                      |          |   |                      |            |                  |            |  |  |            |                      |            |
|  |          |                      |          |   |                      | 2          | RC Tatra Smíchov | 34         |  |  |            |                      |            |
|  | 3        | RC Mountfield Říčany | 36       |   |                      | 2          | RC Tatra Smíchov | 34         |  |  |            |                      |            |
|  | 3        | RC Mountfield Říčany | 36       | 3 | RC Mountfield Říčany | 6          |                  |            |  |  |            |                      |            |
|  | 6        | RC Dragon Brno       | 24       | 3 | RC Mountfield Říčany | 6          |                  |            |  |  |            |                      |            |
|  |          |                      |          |   |                      |            |                  |            |  |  | 2          | RC Tatra Smíchov     | 30         |
|  |          |                      |          |   |                      |            |                  |            |  |  | 2          | RC Tatra Smíchov     | 30         |
|  |          |                      |          |   |                      |            |                  |            |  |  | 5          | JIMI RC Vyškov       | 19         |
|  |          |                      |          |   |                      | 1          | RC Sparta Praha  | 0†         |  |  | 5          | JIMI RC Vyškov       | 19         |
|  | 4        | RC Praga Praha       | 3        |   |                      | 1          | RC Sparta Praha  | 0†         |  |  |            |                      |            |
|  | 4        | RC Praga Praha       | 3        | 5 | JIMI RC Vyškov       | 30†        |                  |            |  |  |            |                      |            |
|  | 5        | JIMI RC Vyškov       | 14       | 5 | JIMI RC Vyškov       | 30†        |                  |            |  |  |            |                      |            |
|  | 5        | JIMI RC Vyškov       | 14       |   |                      |            |                  |            |  |  |            |                      |            |
|  |          |                      |          |   |                      | O 5. místo | O 5. místo       | O 5. místo |  |  | O 3. místo | O 3. místo           | O 3. místo |
|  |          |                      |          |   |                      |            |                  |            |  |  |            |                      |            |
|  |          |                      |          |   |                      | 4          | RC Praga Praha   | 56         |  |  | 1          | RC Sparta Praha      | 51         |
|  |          |                      |          |   |                      | 6          | RC Dragon Brno   | 28         |  |  | 3          | RC Mountfield Říčany | 14         |

† Kontumace zápasu ve prospěch JIMI RC Vyškov po neoprávněném startu hráče Josepha Saldany v dresu RC Sparta Praha – podle pravidel mohl hráč do playoff nastoupit pokud  odehrál alespoň 4 poločasy v základní části soutěže. Saldana nastoupil pouze ve dvou poločasech. Zápas původně skončil výhrou Sparty 52:10.

#### Předkolo
| 21. října 2018 13:00 SELČ | RC Mountfield Říčany | 36 – 24     | RC Dragon Brno                                                                                         | Stadion J. Kohouta, Říčany Diváci: 84 936 Rozhodčí: Štěpán Čekal |
| 21. října 2018 13:00 SELČ | Pětky: J. Duffek 23' k L. Chytil 47' n Jonathan Britz 75' k trestná pětka 14', 52' Kopy po pětce: J. Šedivý 23', 75' Trestné kopy: J. Kučera 7' | zápis video | Pětky: R. Nkoane 37' k D. Sedlák 65' n D. Dofek 70' k L. Bastl 80' n Kopy po pětce: P. Adamec 37', 70' | Stadion J. Kohouta, Říčany Diváci: 84 936 Rozhodčí: Štěpán Čekal |

| 21. října 2018 13:00 SELČ | RC Praga Praha             | 3 – 14      | JIMI RC Vyškov                                                        | Ragbyové hřiště RC Praga, Praha Diváci: 103 013 Rozhodčí: Jaroslav Bednařík |
| 21. října 2018 13:00 SELČ | Trestné kopy: P. Čížek 52' | zápis video | Pětky: M. Kovář 38' k V. Mazal 42' k Kopy po pětce: M. Kovář 38', 42' | Ragbyové hřiště RC Praga, Praha Diváci: 103 013 Rozhodčí: Jaroslav Bednařík |

#### Semifinále
| 27. října 2018 13:00 SELČ | RC Tatra Smíchov | 36 – 6      | RC Mountfield Říčany            | FCC rugby arena, Praha Diváci: 110 866 Rozhodčí: Václav Heřman |
| 27. října 2018 13:00 SELČ | Pětky: L. Honner (2) 25' k, 43' n J. Fick (2) 40' k, 74' k R. Rygl 69' k Kopy po pětce: L. Honner 25', 40', 69', 74' Trestné kopy: R. Rygl 39' | zápis video | Trestné kopy: J. Kučera 8', 13' | FCC rugby arena, Praha Diváci: 110 866 Rozhodčí: Václav Heřman |

| 27. října 2018 15:00 SELČ | RC Sparta Praha       | 0 – 30 | JIMI RC Vyškov | Na Podvinném mlýně, Praha Diváci: 112 791 Rozhodčí: Liam Wright (NED) |
| 27. října 2018 15:00 SELČ | kontumace zápis video |        |                | Na Podvinném mlýně, Praha Diváci: 112 791 Rozhodčí: Liam Wright (NED) |

#### o 5. místo
| 27. října 2018 12:30 SELČ | RC Praga Praha | 56 – 28     | RC Dragon Brno | Ragbyové hřiště RC Praga, Praga Diváci: 78 325 Rozhodčí: Tomáš Tůma |
| 27. října 2018 12:30 SELČ | Pětky: A. Hrníčko (2) 5' k, 40' k R. Backa 13' n D. Hošek 20' k J. Žalud (2) 53' k, 78' n T. Forst 66' k M. Hopp 74' n Kopy po pětce: P. Čížek 5', 20', 40', 53' T. Forst 66' Trestné kopy: P. Čížek 8', 44' | zápis video | Pětky: M. Starý 17' k D. Sedlák 22' k R. Sklenský 33' k J. Buryánek 58' k Kopy po pětce: P. Adamec 17', 22', 33', 58' | Ragbyové hřiště RC Praga, Praga Diváci: 78 325 Rozhodčí: Tomáš Tůma |

#### o 3. místo
| 10. listopadu 2018 12:00 SELČ | RC Sparta Praha | 51 – 14     | RC Mountfield Říčany                                          | Na Podvinném mlýně, Praha Diváci: 128 552 Rozhodčí: Václav Heřman |
| 10. listopadu 2018 12:00 SELČ | Pětky: S. Fortune 10' n N. Uys 27' k J. Pantůček 41' k T. Klika 47' k E. Caldaroni 47' n J. Páv 60' k I. Sulamanidze 62' k Kopy po pětce: J. Pantůček 27', 41', 47', 60', 62' Trestné kopy: J. Pantůček 1', 73' | zápis video | Pětky: A. Suchopár 52' n Trestné kopy: J. Kučera 7', 21', 40' | Na Podvinném mlýně, Praha Diváci: 128 552 Rozhodčí: Václav Heřman |

#### Finále
| 10. listopadu 2018 13:00 SELČ | RC Tatra Smíchov | 30 – 19     | JIMI RC Vyškov                                                                         | FCC rugby arena, Praha Diváci: 142 787 Rozhodčí: Tomáš Tůma |
| 10. listopadu 2018 13:00 SELČ | Pětky: V. Havel 32' n M. Průša 40' k J. Černý 43' n J. Fick 60' k Kopy po pětce: L. Honner 40', 60' Trestné kopy: L. Honner 6', 73' | zápis video | Pětky: M. Kovář 50' k V. Mazal 53' k T. Kopřiva 66' n Kopy po pětce: M. Kovář 50', 53' | FCC rugby arena, Praha Diváci: 142 787 Rozhodčí: Tomáš Tůma |

## Konečné pořadí
| Pořadí           | Tým                  |
| ---------------- | -------------------- |
| Zlatá medaile    | RC Tatra Smíchov     |
| Stříbrná medaile | JIMI RC Vyškov       |
| Bronzová medaile | RC Sparta Praha      |
| 4.               | RC Mountfield Říčany |
| 5.               | RC Praga Praha       |
| 6.               | RC Dragon Brno       |

V tabulce níže jsou uvedení pouze ragbisté a trenéři zapsaní na soupiskách v playoff:
| Umístění         | Mužstvo          | Hráči |
| ---------------- | ---------------- | --- |
| Zlatá medaile    | RC Tatra Smíchov | Rojníci: Vojtěch Mára • Matouš Hodek • Michal Průša • František Křiklán • Jakub Procházka • Vojtěch Havel • Radim Hutník • Jiří Černý – • Filip Golakidis • Jan Olbrich • Maritn Zobač • Martin Matouš • Adam Elis • Dominik Chabr Spojky: Pol Joven • Jacques Fick Útočníci: Tomáš Bartoň • Karel Berounský ml. • Roman Rygl • Lopeti Toia • Lukáš Honner • Theodor Zábranský • Michael Neužil • Čestmír Řanda • Martin Bezouška Trenéři: Filip Vacek • Jan Čiverný • Jan Žíla                                                                          |
| Stříbrná medaile | JIMI RC Vyškov   | Rojníci: David Jaroš • Jan Kovář • Martin Májovský • Václav Monček • Jakub Doležel • David Brtníček • Tomislav Kopřiva • Ondřej Kovář • Matěj Hegr • Marcel Kodad • Martin Šmakal • Ivan Vinter • Neal Mendham • Marek Jordánek Spojky: Kryštov Pittner • Martin Kovář – Útočníci: Martin Gibala • Vladimír Mazal • David Šenk • Radek Fiala • Jakub Schmied • Karel Školař • Filip Janský • Jan Školař ml. • Lubomír Svoboda • Hugo Bares • Lukáš Chabala • Adam Soural Trenéři: Pavel Pala • Miloš Husár • Vladimír Kovář • Martin Hudák • Jiří Vinter |
| Bronzová medaile | RC Sparta Praha  | Rojníci: Richard Palm • Emilio Caldaroni • Martin Havlíček • Jan Páv – • Přemysl Brádle • Vojtěch Hruška • Michal Křižánek • Nicolaas Uys • Tomáš Luka • Jan Benda • Oldřich Urbánek • Petr Kozlík • Joseph Saldana Spojky: Jan Stibitz • Richard Hřebačka • Vachtang Pajilodze • Pavel Vokrouhlík Útočníci: Sheldon Fortune • Jiří Pantůček • Lukáš Hřebačka • Ladislav Šelepa • Martin Schneider • Tomáš Klika • Irakli Sulamanidze • Pavel Pytela • Jan Dezort • Michal Šaroch Trenéři: Petr Okleštěk • Ondřej Kutil • Pavel Vokrouhlík • Jan Dezort  |

## Národní liga 2018
Výsledky druhé nejvyšší soutěže o postup do 1. ligy.

### Základní část
- Období: 9.9.2018 – 28.10.2018

| Poř. | Tým                     | Z | V | R | P | CB      | 4P | -7 | B* |
| ---- | ----------------------- | - | - | - | - | ------- | -- | -- | -- |
| 1.   | RC Zlín                 | 5 | 5 | 0 | 0 | 214–99  | 4  | 0  | 24 |
| 2.   | RC Přelouč              | 5 | 4 | 0 | 1 | 246–103 | 4  | 1  | 21 |
| 3.   | RC Havířov              | 5 | 3 | 0 | 2 | 124–74  | 3  | 1  | 16 |
| 4.   | RC České Budějovice     | 5 | 2 | 0 | 3 | 181–128 | 2  | 2  | 12 |
| 5.   | TJ Sokol Mariánské Hory | 5 | 1 | 0 | 4 | 143–210 | 1  | 1  | 6  |
| 6.   | RK Petrovice            | 5 | 0 | 0 | 5 | 41–335  | 0  | 1  | 0  |

pozn. RK Petrovice  odečetli -1 bod za kontumační prohru 0:30 s RC Havířov.

#### Křížová tabulka základní části
| Domácí \ Hosté | ZLN   | PŘE   | HAV   | ČBU   | MHR   | PTR   |
| Zlín           |       | 35–28 |       | 50–31 |       | 78–5  |
| Přelouč        |       |       | 28–17 |       | 84–14 | 87–22 |
| Havířov        | 12–17 |       |       | 31–14 |       | 30–0  |
| Č. Budějovice  |       | 15–19 |       |       | 44–28 |       |
| Mar. Hory      | 23–34 |       | 15–34 |       |       |       |
| Petrovice      |       |       |       | 0–77  | 14–63 |       |

Aktualizováno po zápasech hraných 20. října 2018
Zdroj: 

Vysvětlivky
1. ↑  Domácí tým je uveden v levém sloupci

Barvy: Modrá = výhra domácích; Žlutá = remíza; Červená = výhra hostů

### Finále
|            | Datum      | Domácí     | Hosté               | Výsledek |
| ---------- | ---------- | ---------- | ------------------- | -------- |
| Finále     | 28.10.2018 | RC Zlín    | RC Přelouč          | 24:17    |
| o 3. místo | 28.10.2018 | RC Havířov | RC České Budějovice | 29:17    |

### Konečné pořadí národní ligy
| Pořadí           | Tým                     |
| ---------------- | ----------------------- |
| Zlatá medaile    | RC Zlín                 |
| Stříbrná medaile | RC Přelouč              |
| Bronzová medaile | RC Havířov              |
| 4.               | RC České Budějovice     |
| 5.               | TJ Sokol Mariánské Hory |
| 6.               | RK Petrovice            |

Do 1. ligy 2019 postoupil tým RC Zlín.